# Regierung Miloš Zeman
Die Regierung Miloš Zeman war die Regierung der Tschechischen Republik vom 22. Juli 1998 bis zum 15. Juli 2002. Ministerpräsident der Regierung war der Vorsitzende der sozialdemokratischen Partei ČSSD, Miloš Zeman. Es handelte sich um eine Minderheitsregierung bestehend allein aus Ministern der ČSSD, die im Parlament mittels eines Oppositionsvertrages von der liberal-konservativen ODS toleriert wurde.
Nach dem Auseinanderbrechen der Regierung Václav Klaus II leitete der parteilose Gouverneur der tschechischen Nationalbank Josef Tošovský eine Übergangsregierung (Regierung Josef Tošovský) bis zur vorgezogenen Parlamentswahl im Jahr 1998, welche die ČSSD mit 32,3 % bzw. 74 von 200 Mandaten vor der ODS gewann. Die Sondierungsgespräche der Sozialdemokraten mit der christdemokratischen KDU-ČSL und der liberalen Unie svobody (Freiheitsunion) verliefen jedoch ohne Ergebnis, sodass es zu einer als „Oppositionsvertrag“ in die tschechischen Geschichte eingegangenen Übereinkunft mit der ODS des ehemaligen Ministerpräsidenten Václav Klaus kam. Václav Klaus wurde im Rahmen dieser Übereinkunft zum Präsidenten der Tschechischen Abgeordnetenkammer gewählt und die Regierung von Staatspräsident Václav Havel am 22. Juli 1998 angelobt. Wie im Oppositionsvertrag vereinbart verließen die 63 Abgeordneten bei der Vertrauensabstimmung am 19. August 1998 den Sitzungssaal, sodass die Stimmen der 73 anwesenden Abgeordneten der Sozialdemokraten für die erforderliche Mehrheit ausreichten. Die KDU-ČSL und die Unie svobody stimmten gegen die Regierung. Die Abgeordneten der kommunistischen KSČM enthielten sich der Stimme. Aus Protest gegen diese Regierungsbildung schlossen sich die KDU-ČSL und die unie svobody zusammen mit der außerparlamentarischen Občanská demokratická aliance (Bürgerallianz) und der Demokratischen Union (DEU) zur sogenannten Viererkoalition zusammen.
Bei der Parlamentswahl 2002, die wiederum von den Sozialdemokraten gewonnen wurde, trat Miloš Zeman nicht mehr an. Er übergab die Regierungsgeschäfte seinem Nachfolger Vladimír Špidla.

## Zusammensetzung
| Ressort                                                                                     | Minister        | Partei | Partei | Amtsantritt     | Amtsende         |
| ------------------------------------------------------------------------------------------- | --------------- | ------ | ------ | --------------- | ---------------- |
| Ministerpräsident                                                                           | Miloš Zeman     |        | ČSSD   | 22. Juli 1998   | 12. Juli 2002    |
| 1. stellv. Ministerpräsident und Minister für Arbeit und Soziales                           | Vladimír Špidla |        | ČSSD   | 22. Juli 1998   | 12. Juli 2002    |
| stellv. Ministerpräsident (vom 30. Mai 2001) und Minister für Industrie und Handel          | Miroslav Grégr  |        | ČSSD   | 22. Juli 1998   | 12. Juli 2002    |
| stellv. Ministerpräsident (vom 10. Dezember 1999) und Außenminister                         | Jan Kavan       |        | ČSSD   | 22. Juli 1998   | 12. Juli 2002    |
| stellv. Ministerpräsident für die Koordinierung der Ressorts Außen., Innen und Verteidigung | Egon Lánský     |        | ČSSD   | 22. Juli 1998   | 1. Dezember 1999 |
| stellv. Ministerpräsident und Minister der Finanzen (ab 21. Juli 1999)                      | Pavel Mertlík   |        | ČSSD   | 22. Juli 1998   | 12. April 2001   |
| stellv. Ministerpräsident und Vors. des Legislativrates                                     | Pavel Rychetský |        | ČSSD   | 22. Juli 1998   | 12. Juli 2002    |
| Minister ohne Geschäftsbereich                                                              | Jaroslav Bašta  |        | ČSSD   | 22. Juli 1998   | 23. März 2000    |
| Minister (vom 23. März 2000) und Leiter des Ministerpräsidialamtes                          | Karel Březina   |        | ČSSD   | 23. März 2000   | 12. Juli 2002    |
| Justizminister                                                                              | Otakar Motejl   |        | ČSSD   | 1. August 1998  | 16. Oktober 2000 |
| Justizminister                                                                              | Jaroslav Bureš  |        | ČSSD   | 2. Februar 2001 | 12. Juli 2002    |
| Minister für regionale Entwicklung                                                          | Jaromír Císař   |        | ČSSD   | 22. Juli 1998   | 26. April 2000   |
| Minister für regionale Entwicklung                                                          | Petr Lachnit    |        | ČSSD   | 26. April 2000  | 12. Juli 2002    |
| Gesundheitsminister                                                                         | Ivan David      |        | ČSSD   | 22. Juli 1998   | 9. Dezember 1999 |
| Gesundheitsminister                                                                         | Bohumil Fišer   |        | ČSSD   | 9. Februar 2000 | 12. Juli 2002    |
| Kulturminister                                                                              | Pavel Dostál    |        | ČSSD   | 22. Juli 1998   | 12. Juli 2002    |
| Landwirtschaftsminister                                                                     | Jan Fencl       |        | ČSSD   | 22. Juli 1998   | 12. Juli 2002    |
| Innenminister                                                                               | Václav Grulich  |        | ČSSD   | 22. Juli 1998   | 4. April 2000    |
| Innenminister                                                                               | Stanislav Gross |        | ČSSD   | 5. April 2000   | 12. Juli 2002    |
| Umweltminister                                                                              | Miloš Kužvart   |        | ČSSD   | 22. Juli 1998   | 12. Juli 2002    |
| Verkehrsminister                                                                            | Antonín Peltrám |        | ČSSD   | 22. Juli 1998   | 26. April 2000   |
| Verkehrsminister                                                                            | Jaromír Schling |        | ČSSD   | 26. April 2000  | 12. Juli 2002    |
| Finanzminister                                                                              | Ivo Svoboda     |        | ČSSD   | 22. Juli 1998   | 20. Juli 1999    |
| Finanzminister                                                                              | Jiří Rusnok     |        | ČSSD   | 13. April 2001  | 12. Juli 2002    |
| Verteidigungsminister                                                                       | Vladimír Vetchý |        | ČSSD   | 22. Juli 1998   | 4. Mai 2001      |
| Verteidigungsminister                                                                       | Jaroslav Tvrdík |        | ČSSD   | 4. Mai 2001     | 12. Juli 2002    |
| Minister für Bildung, Jugend und Sport                                                      | Eduard Zeman    |        | ČSSD   | 22. Juli 1998   | 12. Juli 2002    |